# مسابقه آواز یوروویژن ۱۹۸۰
مسابقه آواز یوروویژن ۱۹۸۰ ۲۵مین دوره از مسابقات آواز یوروویژن بود که در Congresgebouw، لاهه، هلند برگزار شد. برنده آن کشور جزیره ایرلند بود.